# An Abhainn Mhór
L'An Abhainn Mhór o An Abha Mhór en dialecte irlandès local (posteriorment en anglès, Munster Blackwater) és un riu irlandès que corre a través dels comtats de Ciarraí, Chorcaí i Port Láirge. Té una longitud de 169 quilòmetres i hom el considera un dels rius d'Irlanda amb millors condicions per a la pesca del salmó puix que conté diverses preses i salts d'aigua en molts trams.
Neix a les muntanyes Mullaghareirk del Ciarraí i després travessa les viles de Mala i Mainistir Fhear Maí, ja al comtat de Chorcaí. Al llarg del seu curs, s'endinsa també a Port Láirge passant pels seus municipis de Lios Mór i Ceapach Choinn, fins que finalment desemboca a la mar Cèltica. Té com a afluents els rius An Abha Bheag, l'Abhainn Dalua, l'An Bhríd, l'Abhainn Ealla, l'An Airglinn, l'An Fhionnabha, i també l'Abhainn an Uinseann. Això fa que la seva conca hidrogràfica s'estengui fins als 3.100 km² en un terreny caracteritzat especialment per un sòl de torba, l'abundant matèria orgànica dissolta de la qual li aporta l'aigua un color negre característic que li confereix el nom actual en anglès.